# Vrbčany
Vrbčany är en ort i Tjeckien.   Den ligger i regionen Mellersta Böhmen, i den centrala delen av landet, 40 km öster om huvudstaden Prag. Vrbčany ligger 229 meter över havet och antalet invånare är 297.
Terrängen runt Vrbčany är lite kuperad. Runt Vrbčany är det ganska tätbefolkat, med 124 invånare per kvadratkilometer. Närmaste större samhälle är Kolín, 15,0 km öster om Vrbčany. Trakten runt Vrbčany består till största delen av jordbruksmark.